# Arghun
Arghūn (in arabo أرغون ‎?; Mongolia, 1258 – 7 marzo 1291) è stato un sovrano mongolo, Ilkhan di Persia.
Figlio di Abāqā, fu il quarto sovrano dell'Ilkhanato dal 1284 fino alla sua morte, succedendo a Tekuder.

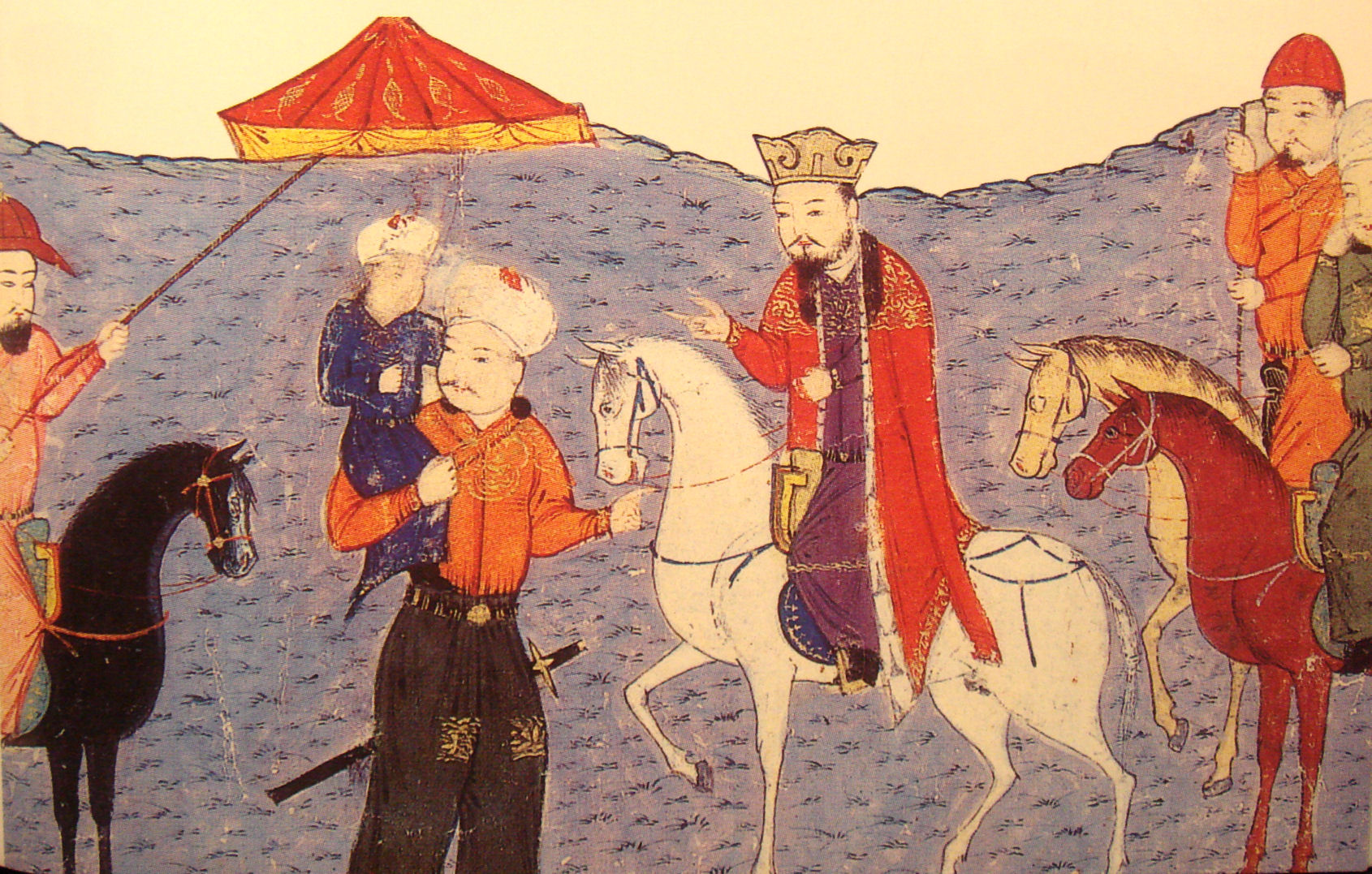
Arghūn tiene in braccio il figlio Ghāzān Khān sotto l'ombrello reale. Accanto a lui suo padre Abāqā Khān su un cavallo. (Dal Jāmiʿ al-tawārīkh, ossia "Storia universale", di Rashīd al-Dīn Hamadānī, XIV secolo).

Arghūn Khān, chiamato talora Argon (Mongolo in alfabeto cirillico Аргун хан), era figlio di Abāqā Khān, e, al pari del padre, nacque come buddista.

È noto per aver inviato diverse ambascerie in Europa nel tentativo fallito di creare un'alleanza franco-mongola contro i musulmani in Terrasanta, anche se riuscì a concludere un'alleanza con Filippo il Bello contro i Mamelucchi dell'Egitto.
Fu lo stesso Arghūn a chiedere una nuova sposa al prozio Kublai Khan. La missione di scorta della giovane principessa della dinastia Yuan, la giovane Kokechin (in persiano كوكجين‎, Kūkjīn), attraverso l'intera Asia fino alla Persia e al suo promesso sposo Arghun, fu adempiuta con successo da Marco Polo. Arghūn morì tuttavia prima che il lungo viaggio di Kökötchin avesse termine, e la giovane principessa finì con lo sposare il figlio ed erede di Arghūn, il più giovane Ghāzān.

## Biografia

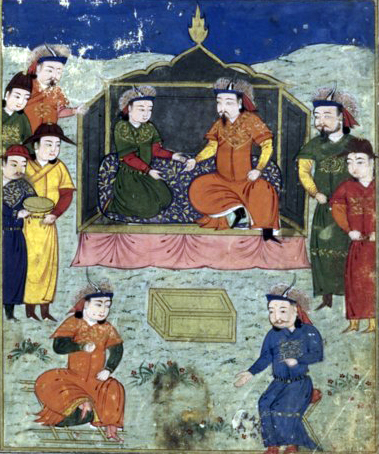
Arghūn e Tekuder.

Arghūn nacque da Abāqā Khān e dalla moglie cristiana, la principessa Haimash Khatun. Arghūn stesso aveva molte mogli e la suocera, Bulughan Khatun si preoccupò di allevarne i due figli, Ghāzān (la cui madre era Qutlugh) e Oljeitu (la cui madre si chiamava Uruk Khatun), entrambe in seguito convertite all'Islam. Arghūn fece battezzare Oljeitu e gli dette il nome di "Nicola" in onore di papa Nicola IV. Secondo il missionario domenicano Ricoldo da Montecroce, era "un uomo che mostrava il peggio della rozzezza, ma per tutto il resto era un amico dei cristiani".
Una delle figlie di Arghūn, Oljalh, fu sposata al re georgiano Vakhtang III.
Arghūn era buddista ma, come molti Turco-Mongoli, mostrava grande tolleranza per tutte le fedi, permettendo agli stessi musulmani di essere giudicati in base alla loro Shari'a. Il suo grande vizir e incaricato delle finanze dell'Ilkhanato, Sa'd al-Dawla, era un ebreo. Sa'd agì con grande capacità nel ripristinare l'ordine nella conduzione di governo dell'Ilkhanato, non temendo di denunciare gli abusi degli stessi capi militari mongoli.

## Conflitti
Il periodo di regno di Arghūn fu relativamente pacifico, e vi furono pochi conflitti tra i suoi consimili mongoli. Combatté una breve lotta contro il Khanato Chagatai in Khorāsān. Nel 1289-1290, dovette affrontare un sollevamento dell'Emiro oirata Nawrūz, che dovette fuggire in Transoxania.
Nel 1288 e nel 1290, respinse forze d'invasione dell'Orda d'Oro, guidate da Talabuga nell'area del Caucaso.
Durante il suo regno i Mamelucchi egiziani rafforzarono il loro potere in Siria e il sultano mamelucco Qalawun riprese i territori controllati dai crociati, alcuni dei quali, come la Contea di Tripoli, divennero Stati vassalli dei Turco-Mongoli. I Mamelucchi conquistarono la fortezza settentrionale del Qala'at Marqab nel 1285, Latakia nel 1287 e completarono la conquista di Tripoli nel 1289.

## Relazioni con le potenze cristiane
Arghūn apparteneva alla linea gengiskhanide che intendeva realizzare un'alleanza mongolo-crociata, contro i comuni nemici Mamelucchi. Arghūn promise che se Gerusalemme fosse stata conquistata, si sarebbe egli stesso battezzato. Ma alla fine del XIII secolo il mondo latino era attraversato da molte tensioni al proprio interno e le ambascerie di Arghūn non sortirono in definitiva esito positivo.

### Prima missione diplomatica dal Papa
Nel 1285 Arghūn inviò in missione diplomatica un alto dignitario cristiano, ʿIsā, affidandogli una sua missiva per papa Onorio IV, senza però ottenere l'esito sperato. Una traduzione della lettera è conservata nella Biblioteca apostolica vaticana.
(Originale francese: "Cestu Argon ama mout les crestiens et plusors fois manda au pape et au roy de France trayter coment yaus et luy puissent de tout les Sarazins destruire" Guglielmo di Tiro, Historia rerum in partibus transmarinis gestarum, n. 591)
La missiva di Arghūn ricordava i legami che la famiglia di Arghūn aveva col Cristianesimo e proponeva una conquista coordinata delle terre islamiche:
(Estratto dalla missiva del 1285 di Arghūn a Onorio IV, in Vaticano)

### Seconda missione ai re Filippo ed Edoardo

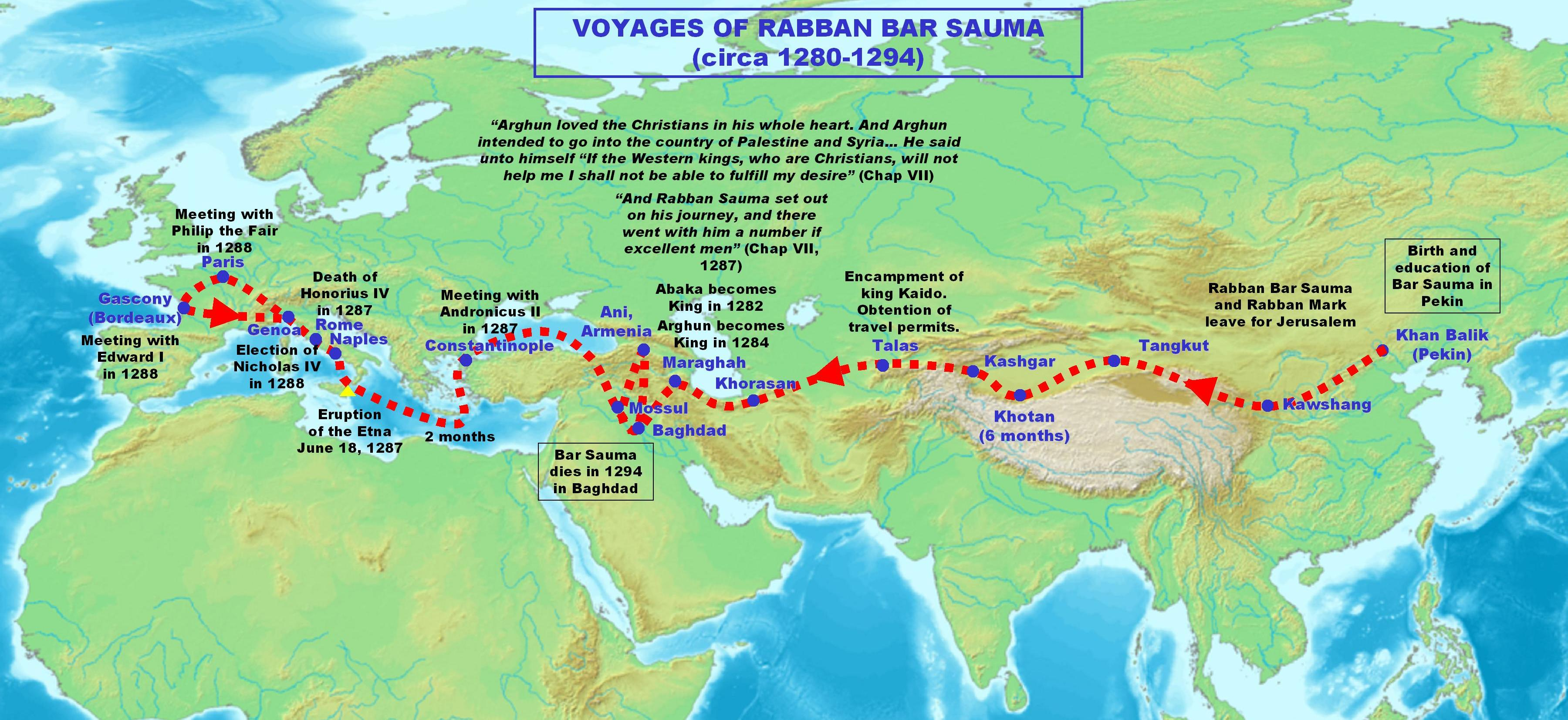
L'ambasciatore di Arghun, Rabban Bar Sauma, viaggiò da Pechino a Oriente, a Roma, Parigi e Bordeaux in Occidente, incontrando i principali governanti dell'epoca, ancor prima del ritorno di Marco Polo dall'Asia.

La missiva di Arghūn non ottenne risposta da un pontefice poco interessato alle questioni orientali. Nel 1287 Arghun inviò in Europa un'altra ambasceria, guidata dal monaco cristiano orientale Rabban Bar Sauma, nato nella Cina settentrionale nella tribù uigura degli Ongud, con il compito di far sottoscrivere un'alleanza militare finalizzata a combattere i musulmani nel Vicino Oriente e riprendere la Città Santa di Gerusalemme. Questa volta le risposte ci furono, positive ma vaghe. Sauma tornò nel 1288 con lettere favorevoli all'alleanza sottoscritte da papa Nicola IV, Edoardo I d'Inghilterra e da Filippo IV di Francia .

### Terza missione

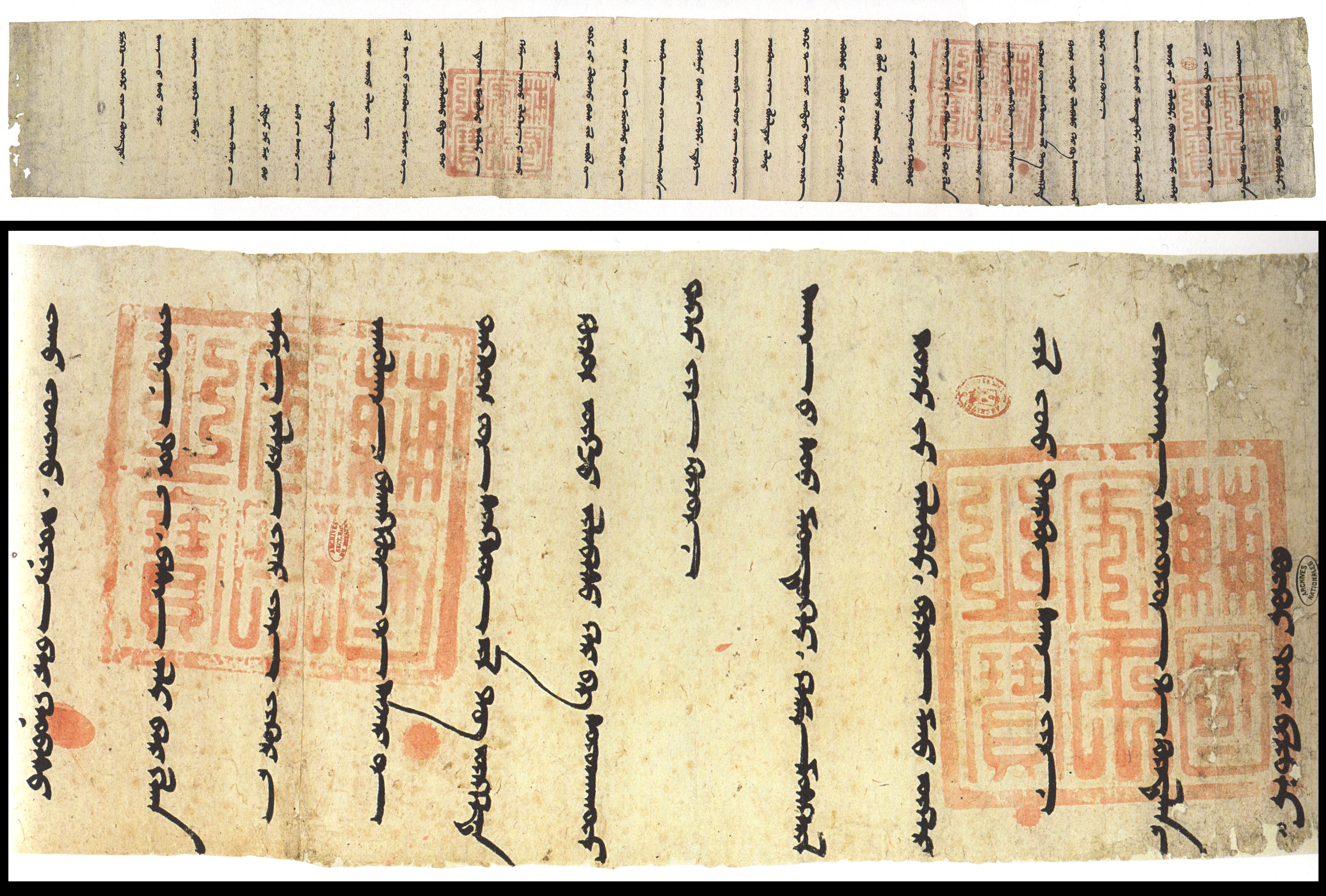
Lettera del 1289 di Arghūn a Filippo IV di Francia, scritta in lingua mongola (anche nel mongolo classico), con dettagli dell'introduzione. La lettera fu consegnata al sovrano francese da Buscarello di Gisolfo. Il sigillo è quello del Gran Khan, con la scritta cinese: “輔國安民之寶”, che significa: "Sigillo del Difensore dello Stato e Procacciatore di pace per il popolo". La carta è di manifattura coreana. 182x25 cm. Archives Nationales de France.

Nel 1289, Arghūn inviò una terza missione in Europa, sempre attraverso Buscarello di Gisolfo, un Genovese che s'era insediato in Persia. Il fine della missione era quello di determinare in che data gli sforzi congiunti tra cristiani e Mongoli si sarebbero potuti realizzare. Arghūn s'impegnava a far marciare le sue truppe non appena i Crociati fossero sbarcati a San Giovanni d'Acri. Buscarello fu inviato a Roma tra il 15 luglio e il 30 settembre 1289, a Parigi nel novembre–dicembre 1289. Consegnò una lettera di Arghūn a Filippo il Bello, in risposta a una lettera dello stesso Filippo e alle sue promesse, offrendo la città di Gerusalemme come compenso potenziale, in attesa che si fissasse la data dell'offensiva tra l'inverno del 1290 e la primavera del 1291.
Buscarello consegnò anche un memorandum in cui si spiegava che il sovrano mongolo avrebbe allestito ogni necessario rifornimento per i Crociati, offrendo inoltre 30.000 cavalli. Buscarello si recò quindi in Inghilterra per consegnare la missiva di Arghūn a Edoardo I d'Inghilterra. Arrivò a Londra il 5 gennaio 1290. Edoardo, di cui si conserva la risposta, espresse entusiasticamente il proprio assenso al progetto ma rimase evasivo sulla sua realizzazione effettiva, delegando ogni decisione al Papa.

#### Preparazione di una forza navale
Nel 1290, Arghūn iniziò un programma di costruzioni navali a Baghdad, con l'intento di danneggiare il commercio mamelucco nel Mar Rosso. I genovesi gli inviarono 800 tra carpentieri e marinai. Venne inviato anche un contingente di balestrieri, ma l'impresa fallì quando i Genovesi decisero di abbandonare definitivamente il progetto.

### Quarta missione
Arghūn inviò una quarta missione diplomatica ai governi europei nel 1290.

Nel 1291, papa Niccolò IV proclamò una nuova crociata e fece degli accordi con Arghūn, Aitone II d'Armenia, i giacobiti malankaresi, gli Etiopi e i Georgiani. Il 5 gennaio 1291 il papa rivolse una preghiera invitando tutti i cristiani a partire per salvare la Terrasanta, i predicatori cominciarono a radunare i cristiani per seguire Edoardo I in una nuova crociata.

Tuttavia, gli sforzi furono troppo pochi e iniziati troppo tardi. Il 18 maggio 1291, San Giovanni D'Acri fu conquistata dai Mamelucchi.

Nell'agosto 1291 il papa mandò una lettera ad Arghūn informandolo dei piani di Edoardo I inerenti a una nuova crociata atta a riconquistare la Terrasanta, affermando che la crociata poteva andare a buon fine solo con l'aiuto dei Mongoli. Tuttavia Arghūn morì il 10 marzo 1291, e il papa Niccolò IV morì un anno dopo, nel marzo 1292. Ciò causò la fine dei loro tentativi di un'azione militare combinata.

Edoardo nel 1292 mandò Geoffrey di Langley come ambasciatore presso il successore di Arghun, Gaykhātū, ma contatti diplomatici più ampi ripresero solo sotto dopo la salita al potere del figlio di Arghūn, Ghāzān.

## Morte
Arghūn morì il 7 marzo 1291, e gli succedette il fratello Gaykhatu.

Nel XIII secolo l'influenza mongola fu molto forte in Occidente. Ad esempio, molti neonati in Italia vennero chiamati con nomi quali Can Grande ("Gran Khan"), Alaone (Hulagu), Argone (Arghun) o Cassano (Ghazan).

## Marco Polo
Quando morì la moglie preferita, Bolgana, Arghūn chiese a suo zio e alleato Kublai Khan di mandargli una parente di Bolgana come nuova sposa. Venne scelta la principessa Kökötchin. A Marco Polo venne assegnato il compito di accompagnare la principessa attraverso vie marittime, navigando su una nave mongola attraverso l'Oceano Indiano. Il viaggio durò due anni e Arghūn morì nel frattempo, cosicché la giovane principessa sposò il figlio di Arghun, Ghāzān.